# Three on a Match

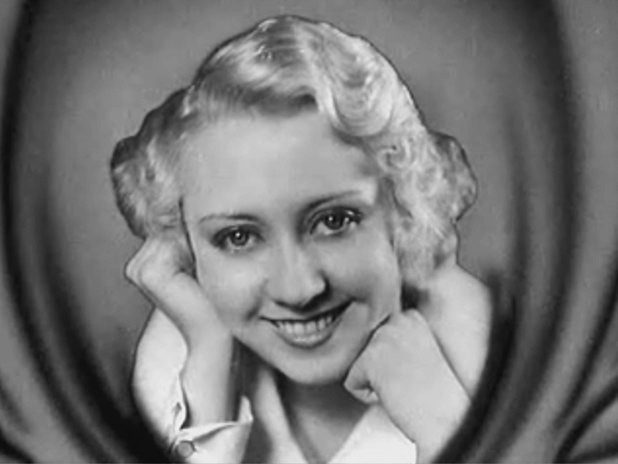
Joan Blondell al tràiler del film

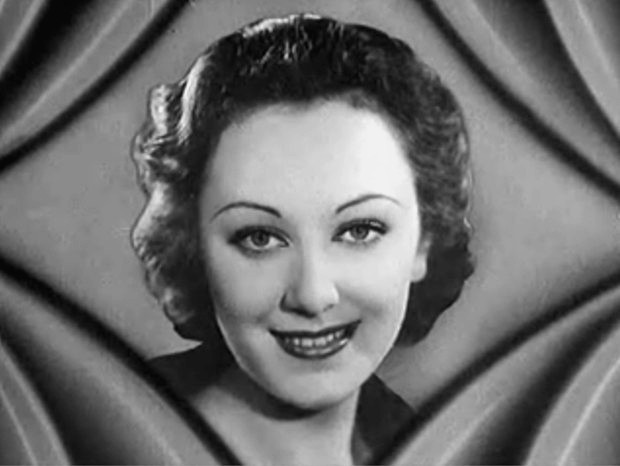
Ann Dvorak

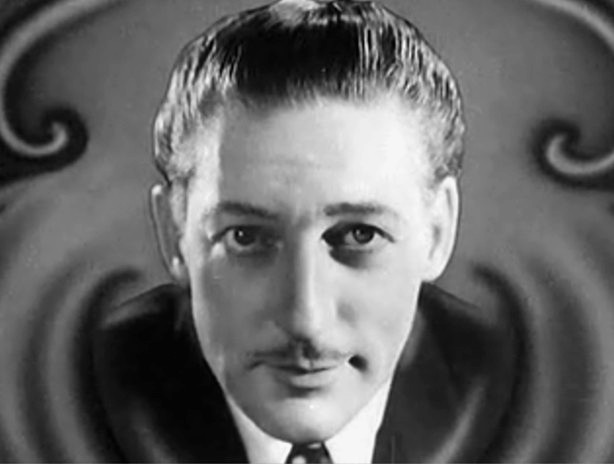
Warren William

Three on a Match és una pel·lícula estatunidenca dirigida per Mervyn LeRoy i estrenada l'any 1932.

## Argument
Després d'una llarga separació, tres noies, íntimes amigues a l'escola, tornen a trobar-se i s'expliquen les seues aventures personals. Mary Keaton (Joan Blondell), en un altre temps una noia atabalada, ha sigut internada en un reformatori al qual va convertir-se després en una professional de l'espectacle. Vivian Revere (Ann Dvorak), bella i rica, s'ha casat amb Robert Kirkwood (Warren William), un famós advocat, i és mare d'un fill a qui adora. Ruth Wescott (Bette Davis), seriosa i estudiosa, s'ha graduat en l'escola de secretariat i treballa com a taquígrafa. Entre records, les joves encenen els seus cigarrets amb un mateix llumí, rient-se de la superstició que ho considera un mal auguri i que assegura que la tercera persona (Vivian) que hagi utilitzat el llumí no trigarà a morir. Un cop restablerta la seua amistat, les joves prometen que res tornarà a separar-les. Vivian, inquieta i avorrida, decideix portar el seu fill a fer un creuer oceànic i convida les seues amigues a una festa de comiat a bord. Mary arriba acompanyada per Mike Loftus (Lyle Talbot), un tipus de l'hampa pel qual Vivian se sent immediatament atreta. En acabar la festa, Vivian, en comptes de fer-se a la mar, s'escapa amb Loftus i, quan Kirkwood se n'assabenta, demana ajuda a Mary per trobar Vivian i el seu fill (Buster Phelps). Troba Vivian en un apartament amb Loftus, sol·licita el divorci i el guanya. Kirkwood, que ha rebut la custòdia del seu fill, contracta Ruth, la qual sent un gran afecte pel nen, perquè se n'ocupi i, comprenent que estima Mary, li demana que es casi amb ell. En llegir la notícia del segon casament de Kirkwood, Vivian, presa del remordiment, es lliura a la beguda i a les drogues. Loftus, que ha perdut tots els seus diners en el joc i no pot pagar un deute, tracta de fer xantatge a Kirkwood, però el seu pla fracassa. Llavors, a la recerca de diners i de venjança, contracta a tres sequaços (Humphrey Bogart, Allen Jenkins i Jack LaRue) perquè segrestin el fill de Vivian. En tractar de dissuadir-los, segresten també Vivian i, ja que sap que quan es pagui els diners del rescat ella i el xiquet moriran, escriu un missatge amb llapis de llavis en la seua bata i salta des d'una finestra de l'apartament. La caiguda li causa la mort, però el seu estrany missatge alerta la policia, la qual captura els segrestadors abans que puguin fer mal al petit.

## Crítica
- "És un dur i tens melodrama, manejat amb autèntica intel·ligència cinematogràfica. La interpretació és bona i la direcció de Mervyn LeRoy és excel·lent ... Bette Davis mostra un aspecte encantador, però està molt poc aprofitada."[2]
- "Avorrida i descurada. Fins al senyor William queda per sota del seu habitual nivell d'interpretació."[3]

## Repartiment
- Joan Blondell
- Warren William
- Ann Dvorak
- Bette Davis
- Grant Mitchell
- Lyle Talbot
- Sheila Terry
- Glenda Farrell
- Clara Blandick
- Buster Phelps
- Humphrey Bogart
- John Marston
- Patricia Ellis
- Hale Hamilton
- Frankie Darro
- Dawn O'Day (Anne Shirley)
- Virginia Davis
- Dick Brandon
- Allen Jenkins
- Jack LaRue
- Edward Arnold[1]

## Curiositats
- Les escenes frenètiques causades per la promulgació de la llei seca es van utilitzar originalment a la pel·lícula The Public Enemy.
- El decorat de la cabina de Vivian es va utilitzar l'any següent a la pel·lícula Baby Face.
- El títol es refereix a la superstició que si tres persones encenen les seues cigarretes amb el mateix llumí, la tercera persona moriria aviat. Mentre alguns atribueixen aquesta superstició als temps de la Primera Guerra Mundial (quan es pensava que el temps necessari per a encendre tres cigarrets amb un mateix misto podia atreure el foc enemic), ara se sap que va ésser una empresa de llumins la que va crear la susdita superstició per reduir l'ús compartit de mistos i, per tant, augmentar-ne les vendes.
- Al director Mervyn LeRoy no li va agradar l'actuació de Bette Davis al film. Ella, al seu torn, també odiava la seua manera de dirigir, ja que li feia la sensació que el seu talent estava sent desaprofitat interpretant papers secundaris.[4]

## Lapsus del rodatge
- El nom de Ruth Wescott està mal escrit als títols principals: "Westcott".[5]